# Resistenza e amore
Resistenza e amore è un album di Alessio Lega realizzato con i Mariposa, pubblicato nel 2004.
L'album è risultato vincitore della Targa Tenco 2004 come Miglior Opera Prima.

## Tracce
1. Straniero – 3:49
2. Frammento 1 – 0:25
3. Parigi val bene una mossa – 3:25
4. Frammento 2 – 0:09
5. Nemmeno per un attimo – 5:02
6. Resistenza e amore – 4:30
7. Un'oasi nel deserto – 4:08
8. Frammento 3 – 0:09
9. Chi? – 2:42
10. Ode al moto perpetuo – 2:41
11. Rachel Corrie – 4:49
12. Frammento 4 (ce coeur qui haissait la guerre) – 1:19
13. Vigliacca! – 4:05
14. Dall'ultima galleria – 5:09
15. Altrove – 3:43

## Formazione
- Alessio Lega - voce
- Enzo Cimino - batteria
- Rocco Marchi - basso, chitarra
- Gianluca Giusti - pianoforte
- Enrico Gabrielli - sassofono, clarinetto
- Michele Orvieti - synth
- Alessandro Fiori - violino